# Ranunculus tenuirostrus
Ranunculus tenuirostrus är en ranunkelväxtart som beskrevs av J.Q.Fu. Ranunculus tenuirostrus ingår i släktet ranunkler, och familjen ranunkelväxter. Inga underarter finns listade i Catalogue of Life.